# Fengtai (powiat)
Fengtai (chiń. upr. 凤台县; chiń. trad. 鳳台縣; pinyin Fèngtái Xiàn) – powiat w zachodniej części prefektury miejskiej Huainan w prowincji Anhui w Chińskiej Republice Ludowej. Liczba mieszkańców powiatu, w 2018 roku, wynosiła około 598000.